# ムランヴィヤ県
ムランヴィヤ県（ムランヴィヤけん、ntara ya Muramvya）は、ブルンジ北西部にかつて存在した県或は州。県庁所在地は西部のムランヴィヤ。ムワロ県分離後の面積は696km2、2008年国勢調査の人口は 292,589人。
ムブイェ (Mbuye) のバミ（bami, 王）の都とムポツァ (Mpotsa) の王母の墓地が2007年5月9日に複合遺産として「ムランヴィヤ、ムポツァとンキコ＝ムガンバの聖域の自然景観」の一部として世界遺産の暫定リストに掲載された。東西にブジュンブラとギテガを結ぶ国道2号、西から北へ国道1号が走る。

## 隣接する県
北にカヤンザ県、東にギテガ県、南にムワロ県、南西にブジュンブラ近郊県、北西にブバンザ県と接していた。

## 歴史
ベルギー領ルアンダ＝ウルンディ時代の1949年8月14日にムランヴィヤ地域として設置され、1962年3月1日にムランヴィヤ県となった。1998年12月10日、県南部がムワロ県として分離した。
2025年7月4日、ギテガ県に編入され消滅した。

## 下位行政区画
- Commune of Bukeye
- Commune of Kiganda
- Commune of Mbuye
- Commune of Muramvya
- Commune of Rutegama

## 脚註
1. 1 2  “Provinces of Burundi”.   Statoids (2015年11月27日). 2025年8月1日閲覧。
2. ↑  World Heritage Sites in Burundi, UNESCO World Heritage Centre.
3. ↑  “Burundi’s new Governors sworn in following major provincial reforms”. Burundi Times. (2025年7月6日) 2025年8月1日閲覧。